# Библиотека Пауэлл
Библиотека Пауэлла - главная библиотека студентов колледжа в кампусе Калифорнийского университета в Лос-Анджелесе (UCLA). Она была построена с 1926 по 1929 годы и была одним из четырех первоначальных зданий, которые составляли кампус UCLA в ранний период жизни университета. Архитектурный дизайн в стиле романского возрождения, историческая ценность и популярность среди студентов делают его одним из популярных университетов в Лос-Анджелесе. Библиотека была построена в стиле базилики Сант-Амброджо в Милане и на сегодняшний день содержит огромную коллекцию книг и рукописей, в дополнение к тому, что она является великим наследием с первых дней UCLA.

## Стиль
Северная и передняя сторона здания состоит из двух крыльев и высшей центральной башни посредине. Башню венчает восьмиугольный купол.
Здание библиотеки смоделировано по образцу Базилики Святого Амвросия .
Вход в библиотеку украшен мозаиками, на одной из которых изображены двое мужчин, держащих книгу с фразой из « Pro Archia Poeta » Цицерона : « Haec studia adulescentiam alunt, senectutem oblectant » («Эти исследования питают молодежь и радуют стариков»), подходящее изречение для обширного сборника для студентов бакалавриата.
На потолке также есть знаки типографов эпохи Возрождения. Вход изысканно украшен научными и классическими ссылками, а символы обучения украшают дугу над дверным проемом. Внутри дуги чудесное плетение с центральным элементом из двух ученых, которые находятся с разных сторон от совы мудрости.

## История
Библиотека носит имя Лоуренса Кларка Пауэлла, библиотекаря Университета Калифорнийского университета в Лос-Анджелесе с 1944 по 1961 год и декана Высшей школы библиотечного обслуживания с 1960 по 1966 год. Это часть обширной библиотечной системы Калифорнийского университета в Лос-Анджелесе. Высшая школа библиотечного дела и информатики, как позже стала называть GSLS, много лет размещалась в юго-западном углу верхнего этажа. В течение этого периода в здании также находилось отдельное подразделение библиотечной системы кампуса, посвященное образованию и психологии, которое позже было закрыто, а его коллекция была распределена между другими библиотеками кампуса.
В 1951 году Рэй Брэдбери написал черновик своего классического романа « 451 градус по Фаренгейту» в Библиотеке Пауэлла, используя пишущие машинки, которые тогда можно было взять напрокат.
Студенты Калифорнийского университета в Лос-Анджелесе называют эту библиотеку «Клуб Пауэлла», потому что она имеет репутацию более громкую, чем большинство библиотек. Другие объясняют это тем, что в этой библиотеке есть комната под названием Ночной Пауэлл, которая открыта круглосуточно, начиная с третьей недели обучения. В настоящее время  библиотека открыта круглосуточно без выходных в течение десятой и заключительной недели. Персонал справочной службы предлагает фрукты и кофе в течение этих недель. В течение десятой и финальной недели Пауэлл проводит программы снятия стресса, которые включают в себя привлечение собак-терапевтов, клубы оригами и медитации. В этой библиотеке Калифорнийского университета в Лос-Анджелесе, расположенной в ротонде второго этажа, часто проводятся мероприятия. Прошедшие мероприятия включают Фестиваль съедобных книг, Тихую дискотеку, Оркестр видеоигр и Международный день игр.

## Сервисы
Коллекция Гувера - это цифровая коллекция фотографий с конца 1920-х по 1950-е годы, в которой есть библиотека Пауэлла, Ройс-холл и строительство лестницы Янсса.
Библиотека Пауэлла является частью службы «Спросите библиотекаря», где люди могут общаться с библиотекарем Калифорнийского университета круглосуточно и без выходных.

## Примечание
1. ↑  Archived copy. Дата обращения: 18 апреля 2007. Архивировано из оригинала 30 декабря 2006 года.
2. ↑  Archived copy. Дата обращения: 24 января 2008. Архивировано из оригинала 13 мая 2008 года.
3. ↑  Archived copy. Дата обращения: 29 октября 2010. Архивировано из оригинала 29 июня 2010 года.
4. ↑  Top 10 Things You Didn't Know About Powell Library | UCLA Library. Дата обращения: 4 октября 2020. Архивировано 29 сентября 2020 года.
5. ↑  Архивированная копия. Дата обращения: 4 октября 2020. Архивировано 17 августа 2013 года.
6. ↑  Loading interface. Дата обращения: 4 октября 2020. Архивировано 16 февраля 2019 года.
7. ↑  UCLA Library | Digital Collections. Дата обращения: 9 июня 2022. Архивировано 21 апреля 2014 года.
8. ↑  UCLA Library. Дата обращения: 4 октября 2020. Архивировано 22 сентября 2014 года.